# Liste der Nummer-eins-R&B-Alben in den USA (1986)
Dies ist eine Liste der Nummer-eins-Alben in den von Billboard ermittelten Verkaufscharts für R&B-Alben in den USA im Jahr 1986. In diesem Jahr gab es zehn Nummer-eins-Alben.
| ← 1985 ← | Liste der Nummer-eins-R&B-Alben in den USA | Liste der Nummer-eins-R&B-Alben in den USA | Liste der Nummer-eins-R&B-Alben in den USA | 1987 →                    |
| \| Zeitraum \| Wo. ges. \| Interpret \| Titel \| Zusätzliche Informationen \| \| (Zeitraum, Wochen auf Platz eins, Interpret, Titel, zusätzliche Informationen) \| \| \| \| \| \| ------------------------------------------------------------------------------ \| -------- \| --------------- \| ---------------------------- \| ------------------------- \| \| 28. Dezember 1985 – 31. Januar 1986 5 Wochen (insgesamt 12) \| 12 \| Stevie Wonder \| In Square Circle[1] \| – \| \| 1. Februar 1986 – 18. April 1986 11 Wochen (insgesamt 11) \| 11 \| Sade \| Promise[2] \| – \| \| 19. April 1986 – 13. Juni 1986 8 Wochen (insgesamt 8) \| 8 \| Janet Jackson \| Control[3] \| – \| \| 14. Juni 1986 – 8. August 1986 8 Wochen (insgesamt 8) \| 8 \| Patti LaBelle \| Winner in You[4] \| – \| \| 9. August 1986 – 15. August 1986 1 Woche (insgesamt 1) \| 1 \| Billy Ocean \| Love Zone[5] \| – \| \| 16. August 1986 – 19. September 1986 5 Wochen (insgesamt 5) \| 5 \| Run-D.M.C. \| Raising Hell[6] \| – \| \| 20. September 1986 – 26. September 1986 1 Woche (insgesamt 1) \| 1 \| Anita Baker \| Rapture[7] \| – \| \| 27. September 1986 – 3. Oktober 1986 1 Woche (insgesamt 6) \| 6 \| Run-D.M.C. \| Raising Hell \| – \| \| 4. Oktober 1986 – 10. Oktober 1986 1 Woche (insgesamt 2) \| 2 \| Anita Baker \| Rapture \| – \| \| 11. Oktober 1986 – 17. Oktober 1986 1 Woche (insgesamt 7) \| 7 \| Run-D.M.C. \| Raising Hell \| – \| \| 18. Oktober 1986 – 24. Oktober 1986 1 Woche (insgesamt 3) \| 3 \| Anita Baker \| Rapture \| – \| \| 25. Oktober 1986 – 28. November 1986 5 Wochen (insgesamt 5) \| 5 \| Cameo \| Word Up![8] \| – \| \| 29. November 1986 – 5. Dezember 1986 1 Woche (insgesamt 1) \| 1 \| Luther Vandross \| Give Me the Reason[9] \| – \| \| 6. Dezember 1986 – 26. Dezember 1986 3 Wochen (insgesamt 3) \| 3 \| Freddie Jackson \| Just Like the First Time[10] \| – \| |                                            |                                            |                                            |                           |
| ← 1985 |                                            |                                            |                                            | → 1987 →                  |
| Zeitraum | Wo. ges.                                   | Interpret                                  | Titel                                      | Zusätzliche Informationen |
| (Zeitraum, Wochen auf Platz eins, Interpret, Titel, zusätzliche Informationen) |                                            |                                            |                                            |                           |
| 28. Dezember 1985 – 31. Januar 1986 5 Wochen (insgesamt 12) | 12                                         | Stevie Wonder                              | In Square Circle                           | –                         |
| 1. Februar 1986 – 18. April 1986 11 Wochen (insgesamt 11) | 11                                         | Sade                                       | Promise                                    | –                         |
| 19. April 1986 – 13. Juni 1986 8 Wochen (insgesamt 8) | 8                                          | Janet Jackson                              | Control                                    | –                         |
| 14. Juni 1986 – 8. August 1986 8 Wochen (insgesamt 8) | 8                                          | Patti LaBelle                              | Winner in You                              | –                         |
| 9. August 1986 – 15. August 1986 1 Woche (insgesamt 1) | 1                                          | Billy Ocean                                | Love Zone                                  | –                         |
| 16. August 1986 – 19. September 1986 5 Wochen (insgesamt 5) | 5                                          | Run-D.M.C.                                 | Raising Hell                               | –                         |
| 20. September 1986 – 26. September 1986 1 Woche (insgesamt 1) | 1                                          | Anita Baker                                | Rapture                                    | –                         |
| 27. September 1986 – 3. Oktober 1986 1 Woche (insgesamt 6) | 6                                          | Run-D.M.C.                                 | Raising Hell                               | –                         |
| 4. Oktober 1986 – 10. Oktober 1986 1 Woche (insgesamt 2) | 2                                          | Anita Baker                                | Rapture                                    | –                         |
| 11. Oktober 1986 – 17. Oktober 1986 1 Woche (insgesamt 7) | 7                                          | Run-D.M.C.                                 | Raising Hell                               | –                         |
| 18. Oktober 1986 – 24. Oktober 1986 1 Woche (insgesamt 3) | 3                                          | Anita Baker                                | Rapture                                    | –                         |
| 25. Oktober 1986 – 28. November 1986 5 Wochen (insgesamt 5) | 5                                          | Cameo                                      | Word Up!                                   | –                         |
| 29. November 1986 – 5. Dezember 1986 1 Woche (insgesamt 1) | 1                                          | Luther Vandross                            | Give Me the Reason                         | –                         |
| 6. Dezember 1986 – 26. Dezember 1986 3 Wochen (insgesamt 3) | 3                                          | Freddie Jackson                            | Just Like the First Time                   | –                         |